# Henrik Signell
Kurt Henrik "Sigge" Signell, född 2 januari 1976 i Partille, är en svensk handbollstränare och före detta handbollsspelare. I april 2023 presenterades han som förbundskapten för Sydkoreas damlandslag.
Som spelare spelade Henrik Signell i anfall som mittnia. Han spelade åtta säsonger under två sejourer i moderklubben IK Sävehof, en säsong i Partille IF och två säsonger i Alingsås HK innan han 2005 avslutade karriären på grund av skador.
1994 blev gjorde han en A-landskamp (mot Finland, gjorde två mål). Den säsongen blev han den förste svenske handbollsspelaren som spelat för J-, U- och A-landslaget under samma säsong.

## Meriter
Som spelare
- 1 A-, 48 U- och 10 J-landskamper.

Som huvudtränare
- Svensk mästare: 5 (2013, 2014, 2015, 2016,  2018)